# Grève générale de novembre 1922 à Guayaquil
La grève générale de 1922 à Guayaquil est une grève générale qui a lieu du 13 au 15 novembre 1922 dans la ville de Guayaquil, en Équateur. Cette grève générale fait suite à une grève des cheminots, commencée le 19 octobre. Les cheminots sont rejoints progressivement par les travailleurs d'autres secteurs d'activité, jusqu'à aboutir à une grève générale insurrectionnelle du 13 au 15 novembre. Le 15 novembre, la grève est réprimée implacablement par l'armée, avec un bilan estimé, selon les ouvrages, entre plusieurs centaines, et un millier de morts. Cette répression est l'événement qui, par sa marque sanglante marque le début des luttes syndicales en Équateur, selon les mots de l'historien Jorge Salvador Lara.
Cet épisode dramatique de l'histoire de l'Équateur fournit le cadre d'un roman de Joaquín Gallegos Lara, Las cruces sobre el agua (trad. : «Les croix sur l'eau»).

## Chronologie
Les 17 octobre, les cheminots de Durán transmettent à leur employeur, The Guayaquil & Quito Railays Co., une liste de revendication intégrant en particulier le respect intégral des lois sur la journée de 8 heures et de celle sur les accidents du travail, une augmentation des salaires, la réintégration de plusieurs travailleurs licenciés, une réglementation des licenciements, et la mise en place d'un dispositif d'assistance médicale. La compagnie refuse ces revendications, en argumentant qu'une hausse salariale ne serait possible que si le gouvernement décidait d'une hausse des tarifs, démarche refusée par les cheminots. L'ultimatum posé par les travailleurs expirant le 19 octobre à 7 heures sans que satisfaction n'ait été donnée, les cheminots entrent en grève le 19 octobre, paralysant l'ensemble du trafic ferroviaire dans le secteur. La compagnie menace les grévistes de licenciement immédiat, et le gouvernement la soutient en faisant occuper les gares par l'armée. Toutefois, les habitants de la zone, femmes et enfants, s'allongent sur les rails, déjouant ainsi les tentatives de la compagnie de faire reprendre le trafic en recourant à des briseurs de grève. Le 26 octobre, les cheminots, largement soutenus dans leur mobilisation par plusieurs organisations de travailleurs dans tout le pays (COG, FTRE, SAIP) obtiennent satisfaction de leurs revendications. Pour le secrétaire général du FTRE, Luis Maldonado Estrada, «pour la première fois, une augmentation salariale est obtenue grâce à une lutte magnifique», un succès qui encourage d'autres catégories de travailleurs à formuler également des revendications.
Le 8 novembre, les travailleurs de l'électricité et ceux des omnibus (à traction animale) formulent leurs revendications : strict respect de la loi sur les accidents du travail, rémunération des heures supplémentaires, fin des licenciements arbitraires, respect du syndicat, hausse des salaires, journée de 8 heures (au lieu de 18 ou parfois 20 heures). Ces revendications sont refusées, et le patronat répond par un lock out, puis menacent d'abandonner leurs entreprises, avant de finalement de proposer d'accéder à certaines revendications moyennant une hausse des tarifs pour les usagers, solution énergiquement refusée par les grévistes, pour qui cela serait revenu à «se rendre solidaires des exploiteurs». La plupart des organisations syndicales, corporatives et mutuelles de la ville sont solidaires de cette grève et cherchent les moyens d'organiser une action collective plus efficace, par la paralysation totale de l'activité de la ville. Ces démarches se traduisent, à l'initiative de la FTRE, par la formation d'une «Grande assemblée des travailleurs» (GAT). Entre le 10 et le 12 novembre, les travailleurs du gaz, des chemins de fer et des chantiers navals, les typographes, et la quasi-totalité des ouvriers des fabriques de la ville se mettent à leur tour en grève par solidarité. Le 13 novembre dans l'après-midi, la FTRE puis la GAT décrètent «la grève générale. Nous sommes liés par un grand impératif : LA FAIM, et nous ne tolérons pas que le despote capitaliste piétine nos droits. Si eux vivent dans l'abondance et l'orgie, c'est grâce à nos bras, à nos forces et parfois même à nos vies».
Dès 16 heures, les principales activités du port sont bloquées, et le comité de grève prend le contrôle de la ville. Alors que, jusqu'au 13 novembre, les grévistes avaient accepté de rétablir le courant la nuit, ce n'est plus le cas à partir du soir du 13 novembre : des gardes ouvrières nocturnes sont alors mises en place afin de garantir l'ordre une fois la nuit tombée. Le soir même, la Grande Assemblée se réunit et, les dirigeants de la COG parviennent à convaincre une majorité des grévistes qu'une augmentation salariale ne peut profiter aux travailleurs si par ailleurs la monnaie nationale (le sucre) se dévalue face au dollar. L'Assemblée décide en conséquence que la revendication prioritaire sera la mise en place d'un contrôle des changes, en lieu et place des revendications salariales. À la suite de ce changement de mot d'ordre qu’ils perçoivent comme une trahison des intérêts prolétariens, certains dirigeants issus en particulier de la FTRE abandonnent la conduite du mouvement («les ouvriers ne sont pas des agents de change» pour un dirigeant de la FTRE).
Le 14 novembre, le général Barriga, responsable militaire de Guayaquil, reçoit l'ordre du président José Luis Tamayo (es) de mettre fin aux troubles dans la journée du lendemain, ordre qui sera exécuté au prix de plusieurs centaines de morts.